# Historia de Vivero

Representación del escudo heráldico de Vivero.

La historia de Vivero (Lugo) España, se inicia en la prehistoria, aunque su fundación como ciudad data de la época romana. Su historia está fuertemente condicionada por el devenir de hechos en la época del medievo que la situaron en una de las urbes más importantes de Galicia, que unido a su situación estratégica, influyó decisivamente en el devenir histórico y económico de la ciudad.

## Orígenes históricos
Aunque abundantes yacicientos arqueológicos y testimonios históricos hablan a las claras de la importancia que alcanzaron los asentamientos celtas y romanos. Se cree que esta ciudad fue la antigua Flavia Lambris, pero no existen documentos que lo atestigüen claramente. Existió una ciudad romana en este enclave, pues se han encontrado vestigios de aquel pueblo y una calzada que llega hasta una de las puertas de la muralla. Existe la leyenda de que hubo antiguamente en este lugar una ciudad llamada Estabañón, en la actual parroquia de Faro, que fue devorada por una terrible marea, leyenda que se ha visto reforzada por la aparición de restos arqueológicos en la citada parroquia.

### Edad Media

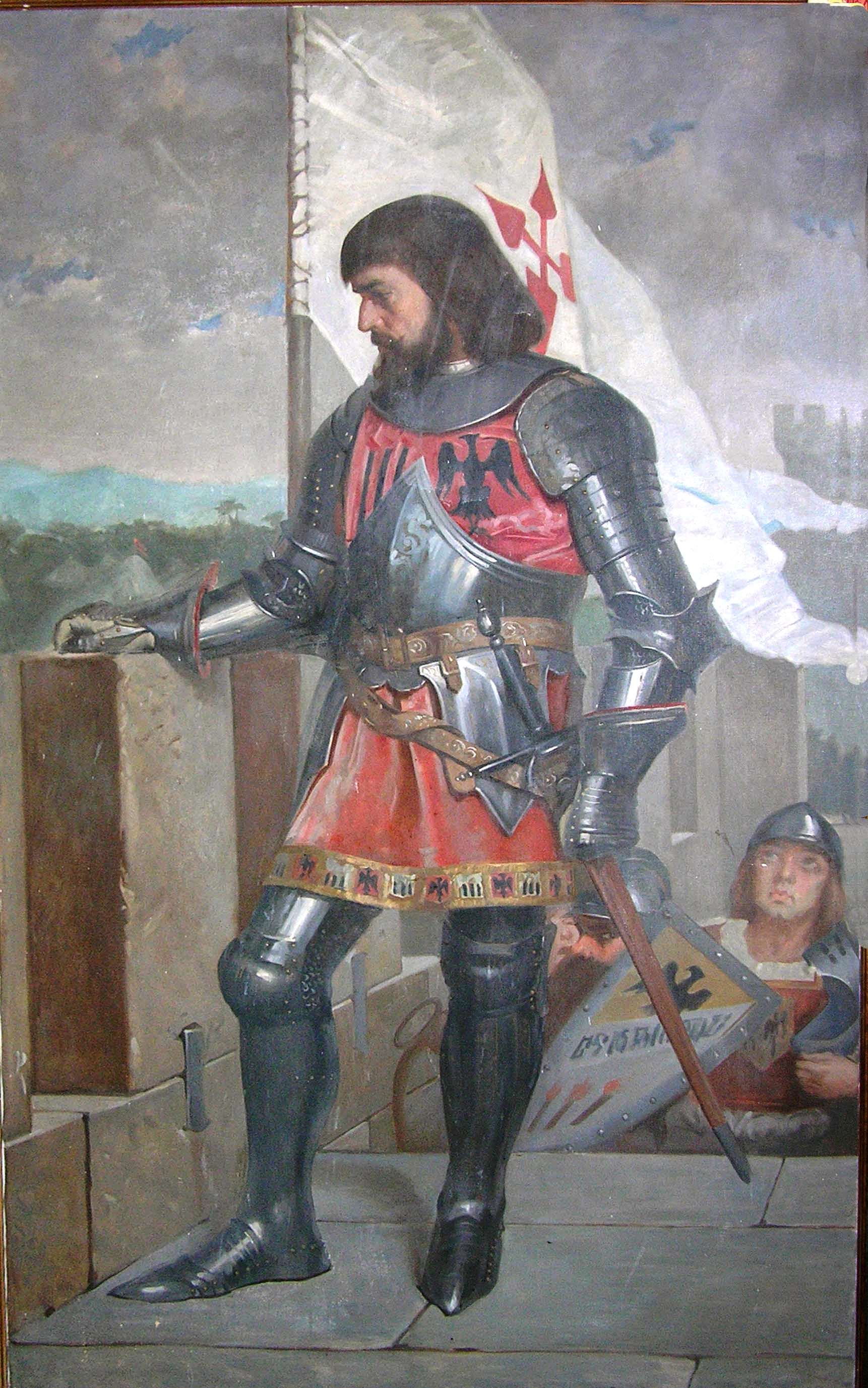
El mariscal Pero Pardo de Cela.

La villa de Vivero se denominó en la antigüedad Concejo de la Puente de Vivario, por el puente construido durante la dominación romana. La llegada de la invasión árabe destruyó la villa, pero pronto fue reconquistada. El Rey Don Pelayo premió a Vivero por los servicios prestados en la Reconquista concediendo grandes privilegios, dejando a la villa "en guardia y custodia" de cuatro hombres, fundadores de los linajes vivarienses: Páez de Cora, Alfeirán, Vizoso y Gallo.
Pero no sería hasta los siglos XII y XIII cuando se configure propiamente la villa de Vivero, tal como la entendemos en la actualidad. El desarrollo económico experimentado en esta época se prolongó a lo largo de los siglos XIV y XV, quedando acreditada su pujanza por el carácter gremial de algunas de sus más antiguas calles, como la pescadería o la zapatería, por ejemplo, que revela el característico perfil social y económico de las poblaciones medievales.
La documentación histórica más antigua que se conserva es del siglo XII, del año 1112, Urraca I de León, a quien su padre el rey Alfonso VI otorgó el condado de Galicia, concedió el señorío del entonces burgo al obispo de Mondoñedo don Nuño Alfonso. El hijo de doña Urraca, el rey Alfonso VII, hizo la división de las heredades de la diócesis de Mondoñedo, de las cuales pertenecían a Vivero:

De torrentes usque ad aquam de Lacu post partem Regis: S. María de Burela, S. María de Cerbo, S. María de Liario, S. jacobus de Salgadelos, S. Romanus, S. Martinus de Rua, S. Julianus de Castello et tres hermidas: S- Euphemia, S. Salvator de Liario y Sanctus Cyprianus.
 In terra de Vivario, post partem Sedis: S. Stephanus de Valle, S. Romanus de Valle, S.María de Suevos, S. Johannes de Cova, S. María de Gualdo, S. Julianus de Landrove, S. Eulalia de Mirel, S. María de Aurol et quator hermidas: S. Julianus de Cataron, S. Michael de Souto et S. Michael de Sauro et Insula Mirandi.
Post partem Regis: S. Jacobus de Cellario, S. María de Magazos, S. Petrus de Vivario, S. Stephanus de Valcarria, S. María de Chavin, S. Andreas de Fontana, S. Petrus de Melvis, S. María de Seserit et duas hermidas: Cajoto et Juncaria.

El burgo entabló una pugna con el obispado que duró casi dos siglos, hasta el año 1346 en que el rey Alfonso XI le concedió la condición de realengo. 
Se conservan crónicas del siglo XV escritas por Molina en que habla extensamente de la actividad y grandeza de esta, entonces, villa. Dice ser una de las gentiles vilas de este reino…[…] hay aquí gente noble…
Durante la segunda mitad del siglo XV, Vivero fue escenario de la guerra civil existente entre nobleza y vasallos, conocida como Guerra Irmandiña. Dentro de estas revueltas, destacó la figura de Pero Pardo de Cela. Pardo de Cela llegó a ser alcalde de la villa, como recompensa a su apoyo a Isabel la Católica en la lucha al trono contra la pretendiente, Juana la Beltraneja. Sin embargo, acabaría por encabezar una rebelión contra la realeza, lo que llevaría en el año 1476 a su destitución de la alcaldía por parte de los Reyes Católicos. En el año 1478 es expulsado de Vivero, refugiándose en el Castillo da Frouxeira, donde se enfrentó a Fernando de Acuña, quién lo acabaría ejecutando.
En la Edad Media, Vivero era una villa poseedora de riqueza e importancia, en la que se dedicaba el cultivo del lino, la fabricación de lienzos, el cultivo de viñedos y frutos, además de disponer de una importante actividad comercial marítima. Al estar situada esta ciudad en el estuario de un río (el río Landro) fue desde sus comienzos un puerto comercial de gran actividad cuyo apogeo se dio en el siglo XVI. El puerto de Vivero estaba destinado a barcos de poco calado que quedan en seco al descender la marea. Sin embargo contaba con Capitanía, talleres de reparación y otro tipo de servicios.

### Edad Contemporánea
El inicio del siglo XIX viene marcado por la ocupación de la península ibérica por parte de las tropas napoleónicas. Vivero no se vio libre de tal invasión. En la mañana del 28 de enero de 1809 llegan 74 dragones bajo las órdenes del comandante Marssan, que procedían de Mondoñedo. El 2 de febrero de 1809 fueron reforzadas por 400 voltigeurs, que ocupan el Convento de San Francisco. Una vez allí, mandó convocar en la Iglesia de Santa María del Campo a todas las autoridades civiles, eclesiásticas y militares, para prestar juramento de fidelidad y obediencia al "legítimo soberano D. José Napoleón, Rey de las Españas y de las Indias".
Pero las pretensiones francesas no pudieron llevarse a cabo pues en la tarde del día 7 de febrero, se reúnen en el campo de la feria de Galdo, más de cinco mil hombres. Atacando al enemigo durante las primeras horas de la madrugada del día 8 de febrero, causando varias bajas y haciendo prisioneros a cuarenta franceses. Pero el día 18 de febrero, un batallón al mando del general Maurice Mathieu Bardel atacó Vivero, acabando con la insurrección popular.
Con la Constitución de las Cortes de Cádiz, en 1812, se terminan las antiguas jurisdicciones y señorías y surgen los nuevos ayuntamientos. En una lista de nuevos ayuntamientos publicados en 1835 aparecen los ayuntamientos de Vivero y de Galdo, pasando años más tarde a formar parte de uno solo.
En el siglo XIX se añadieron las importantes fábricas de salazones. En este mismo siglo XIX, Vivero gozó de una intensa vida cultural, impulsada por el poeta y político de la época Don Nicomedes Pastor Díaz, considerado por sus contemporáneos como el príncipe del romanticismo hispánico.

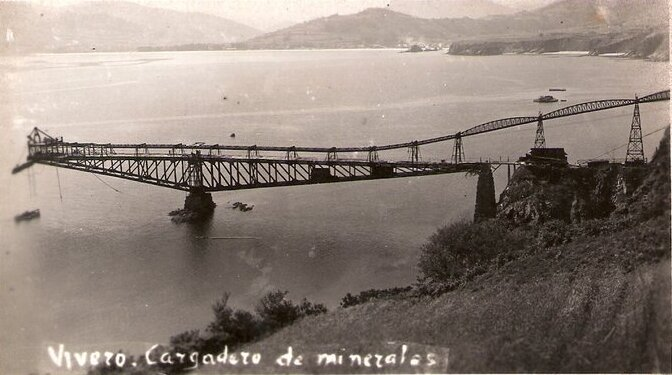
Cargadero de la mina de la Silvarosa, situado en la Insua.

A finales del siglo XIX, también empezó a tomar importancia la actividad minera, con la extracción de hierro en la llamada Mina de la Silvarosa, por parte de empresarios procedendes de Alemania. Estos fundaron la empresa The Vivero Iron Ore Co. Ltd., para hacerse con los derechos de explotación de la mina de la Silvarosa. Los trabajos preparatorios de la mina empezaron en el año 1893, aunque no sería hasta el 20 de diciembre de 1899 cuando el primer barco mercante zarpase del cargadero de la Insua en Vivero con rumbo a Alemania. Al comienzo, la extracción de mineral de hierro se realizaba al descubierto, siguiendo la veta. En el primer año de actividad, se lograron extraer un total de 104 197 toneladas, que se transportaron en 35 cargamentos.

### sigloXX
En septiembre de 1911, la ciudad celebra el primer centenaro del que fue príncipe del romanticismo español, Nicomedes Pastor Díaz. Con tal onomástica, acudieron al acto Manuel Murguía, Parga Sanjurjo, y entre los oradores también estuvo presente Antonio Villar Ponte.
Durante la dictadura del general Primo de Rivera, sufrió la zona cierta represión por parte de las fuerzas del orden, y hubo ciertas fracciones ideológicas entre partidarios y detractores del régimen. El mismo Primo de Rivera estuvo en Vivero, dando un discurso a los presentes desde el balcón del ayuntamiento.